# Генусов, Леонид Борисович
Леони́д Бори́сович Ге́нусов (7 декабря 1958, Ленинград — 1 мая 2021, Санкт-Петербург) — российский журналист, комментатор, телеведущий, футбольный тренер.

## Биография
Родился в Ленинграде. Окончил Ленинградский педиатрический медицинский институт, работал в Третьей инфекционной больнице им. Куйбышева.
С 1989 года начала работу на Государственном кабельном телевидении в творческом отделе под руководством О. Н. Колояровой.
В середине 90-х занимался съемкой фильмов о футбольном клубе «Зенит».
В 1995 году на производстве Санкт-Петербургского кабельного телевидения вышел фильм «Зенит-95. Точка отсчета».
В 1996 году стал автором программы «Зенит XXI», которая выходила до 2007 года на телеканалах СТС-Петербург и 100ТВ.
Автор фильмов «Зенит 97. Без компромиссов», «Зенит 98. Пятые», «Зенит 99. Кубок наш», «Зенит 2000. Европейский сезон», «Зенит в бронзе», «Серебро для Питера». Ведущий еженедельной передачи «Зенит-96», из озвученных им сюжетов о матчах «Зенита» в сезоне 1996 года также был создан фильм «Зенит 96».
В 1999—2002 годах работал руководителем пресс-службы «Зенита».
В 1999 году возглавлял Комиссию по определению даты основания футбольной команды «Зенит», созданную по распоряжению президента клуба Виталия Мутко. 31 мая 2000 года, по итогам работы Комиссии, был утверждён 1925 год в качестве даты образования клуба.
В 2001—2002 годах — комментатор матчей «Зенита» на телеканале «Россия».
С июля 2002 по 2006 год — начальник международного отдела футбольного клуба «Зенит».
С сентября 2006 года по декабрь 2012 — автор футбольного ток-шоу «Футбол — Pro & Contra» на телеканале «100ТВ». Осенью 2008 года программа стала финалистом национального телевизионного конкурса «ТЭФИ Регион»-2008.
В 2008—2009 годах — автор программы «Футбольные истории» на «100ТВ». Автор цикла фильмов «Времена года Андрея Аршавина».
В 2012 году соавтор и один из актеров озвучивания фильма «Вся жизнь в перчатках». Продюсером фильма выступил Вячеслав Малафеев. Фильм вышел в эфире Первого канала во время ЕВРО-2012.
В 2012—2013 годах — тренер молодежного состава футбольного клуба «Русь».
В 2013 году на «100ТВ» вел программу «Свободный удар», а также с 2013 по 2014 год был соведущим программы «Футбольный вечер».
С 2014 года — сооснователь и главный тренер футбольного клуба «Город» (команда СШ «Выборжанин-Город»). В 2014 году мужская команда дошла до финала Кубка МРО «Северо-Запад». В 2016 году молодежный состав завоевал бронзовые медали зимнего турнира МРО «Северо-Запад». В 2017 году молодежный состав стал обладателем Кубка Санкт-Петербурга. Был одним из инициаторов создания турнира Кубка Санкт-Петербурга по футболу среди молодежных команд.
В 2014—2016 гг. — ведущий и автор программы «Одиннадцать свидетелей» на телеканале «Санкт-Петербург».
В 2017—2018 гг. — комментатор матчей футбольных клубов «Зенит» и «Тосно» на телеканале «78».
С января 2018 года «Футбол — Pro & Contra» вернулась в эфир на телеканале «78». В 2019 году название изменилось на «Спорт — Pro & Contra», и периодически, помимо футбола, обсуждались хоккей, биатлон и фигурное катание. Также был ведущим программы «Футбольный Петербург».
Скончался 1 мая 2021 года.
С сезона 2021 года Кубок Санкт-Петербурга по футболу среди молодежных команд стал носить имя «Кубок Санкт-Петербурга по футболу среди молодёжных команд имени Леонида Борисовича Генусова».